# Hans-Jürgen Pertus
Hans-Jürgen Pertus (* 14. September 1945) ist ein ehemaliger deutscher Basketballspieler und -trainer.

## Leben
Der 1,87 Meter große Pertus spielte bei der SG KPV 69 Halle, der Mannschaft, mit der er Basketballmeister der Deutschen Demokratischen Republik wurde. Er lief zudem für die DDR-Nationalmannschaft auf.
Beim Basketballverband Sachsen-Anhalt war er von 1990 bis 1998 Beauftragter für Minibasketball. 2004 führte er als Trainer die Damen des SV Halle in die Damen-Basketball-Bundesliga, 2005 erfolgte der Abstieg, in der Zweitligasaison 2005/06 wurde Halle mit Pertus als Trainer Vizemeister, anschließend kam es zur Trennung. Zudem gewann die weibliche U20 des Vereins unter seiner Leitung 2006 den deutschen Meistertitel. Von 2006 bis 2010 war er Trainer der Herrenmannschaft des USV Halle. 2008 wurde er im Rahmen einer Initiative des Deutschen Basketball Bundes für seine ehrenamtlichen Tätigkeiten im Basketball ausgezeichnet.